# El Casar de Escalona
El Casar de Escalona är en ort i Spanien.   Den ligger i provinsen Toledo och regionen Kastilien-La Mancha, i den centrala delen av landet, 80 km sydväst om huvudstaden Madrid. El Casar de Escalona ligger 466 meter över havet och antalet invånare är 1 367.
Terrängen runt El Casar de Escalona är platt.Runt El Casar de Escalona är det ganska glesbefolkat, med 38 invånare per kvadratkilometer. Närmaste större samhälle är Cebolla, 11,5 km söder om El Casar de Escalona. Trakten runt El Casar de Escalona består till största delen av jordbruksmark.